# Liste der Inseln Indiens

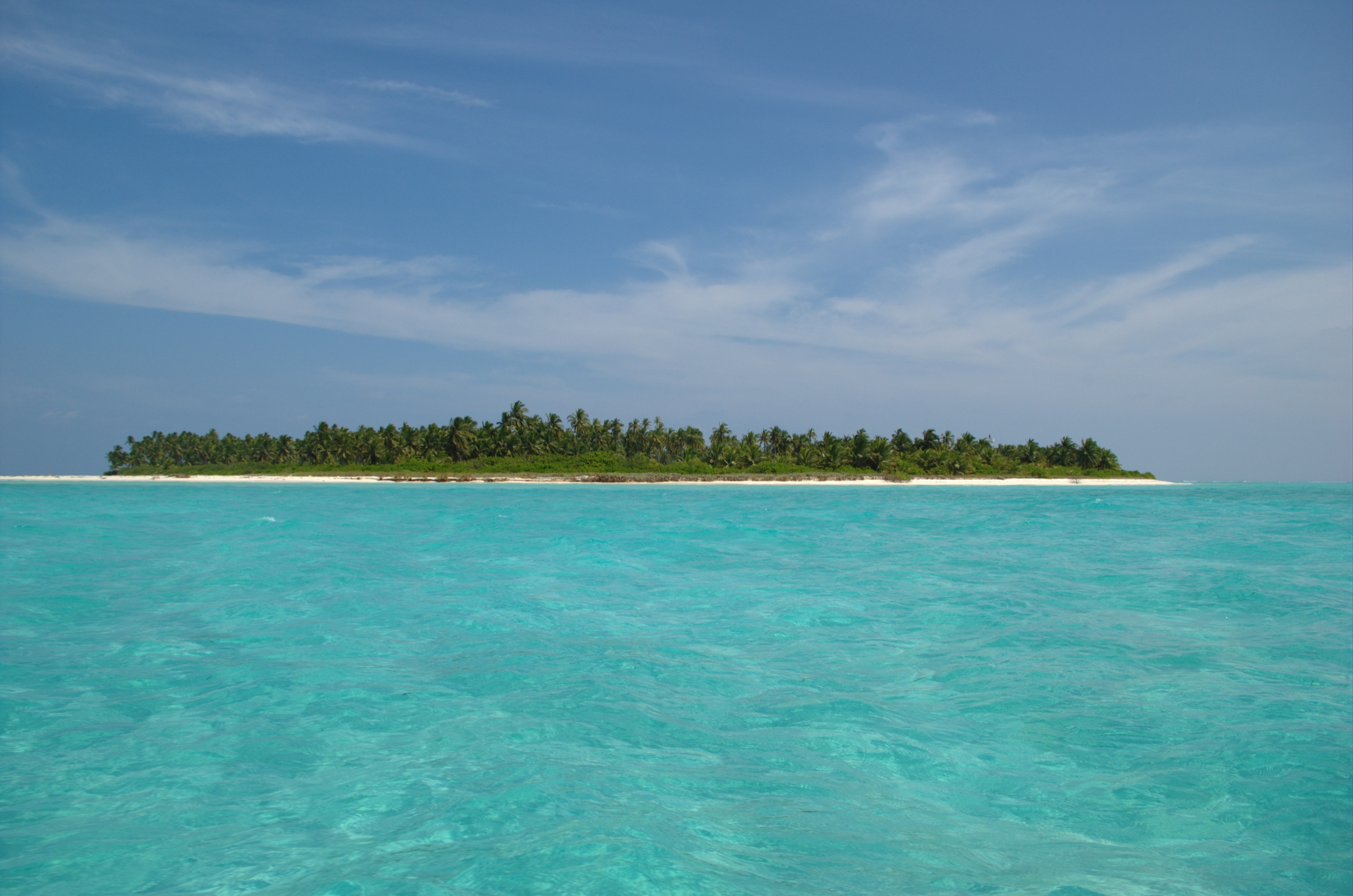
Eine der unbewohnten Inseln Lakshadweeps

Die Liste der Inseln Indiens führt alphabetisch bzw. nach Archipelen geordnet die zu Indien gehörenden Inseln auf.
- Inselgruppe der Andamanen:
  - Barren Island 8,10 km²[1]; unbewohnt
  - North Brother Island 0,75 km²[1]; unbewohnt
  - South Brother Island 1,24 km²[1]; unbewohnt
  - Cinque Island 9,53 km²[2]; 6 Einw. (Z 2001)[2]
  - Inselgruppe Great Andaman innerhalb der Andamanen:
    - Baratang Island 297,60 km²[3]; 6.062 Einw. (Z 2001)[3]
    - Bondoville Island 2,55 km²[1]; unbewohnt
    - Buchanan Island 9,33 km²[1]; unbewohnt
    - Defence Island 10,49 km²;[1]; unbewohnt
    - Duncan Island 0,73 km²[1]; unbewohnt
    - East Island 6,11 km²[4]; 17 Einw. (Z 2001)[4]
    - Flat Bay Island 9,36 km²[5]; 10 Einw. (Z 2001)[5]
    - Interview Island 133,00 km²[6]; 16 Einw. (Z 2001)[6]
    - Kyd Island 8,00 km²[1]; unbewohnt
    - Labyrinth Islands
    - Landfall Island 29,48 km²[1]; unbewohnt
    - Long Island 17,90 km²[7]; 2.199 Einw. (Z 2001)[7]
    - Middle Andaman Island 1.535,50 km²[8]; 54.385 Einw. (Z 2001)[8]
    - North Andaman Island 1.375,99 km²[9]; 42.163 Einw. (Z 2001)[9]
    - North Passage Island 21,96 km²[10]; 11 Einw. (Z 2001)[10]
    - Ox Island 0,13 km²[1]; unbewohnt
    - Paget Island 7,36 km²[1]; unbewohnt
    - Point Island 3,07 km²[1]; unbewohnt
    - Ranger Island 4,26 km²[1]; unbewohnt
    - Reef Island 1,74 km²[1]; unbewohnt
    - Roper Island 1,46 km²[1]; unbewohnt
    - Ross Island
    - Rutland Island 137,17 km²[11]; 688 Einw. (Z 2001)[11]
    - Sea Serpent Island 0,78 km²[1]; unbewohnt
    - Shearme Island 7,85 km²[1]; unbewohnt
    - Smith Island 24,70 km²[12]; 676 Einw. (Z 2001)[12]
    - Snake Island 0,73 km²[1]; unbewohnt
    - Sound Island
    - South Andaman Island 1.347,70 km²[13]; 181.949 Einw. (Z 2001)[13]
    - South Reef Island 1,17 km²[1]; unbewohnt
    - Spike Island 11,70 km²[14]; 19 Einw. (Z 2001)[14]
    - Stewart Island 7,23 km²[15]; 2 Einw. (Z 2001)[15]
    - Strait Island 6,01 km²[16]; 42 Einw. (Z 2001)[16]
    - Table Islands
      - Delgarno 2,29 km²[1]; unbewohnt
      - Excelsior 1,69 km²[1]; unbewohnt

    - Temple Island 1,04 km²[1]; unbewohnt
    - Turtle Island 0,39 km²[1]; unbewohnt
    - Viper Island 0,50 km²[17]; 4 Einw. (Z 2001)[17]
    - West Island 6,40 km²[1]; unbewohnt

  - Little Andaman 734,39 km²[18]; 17.528 Einw. (Z 2001)[18]
  - Narkondam 6,81 km²[19]; 17 Einw. (Z 2001)[19]
  - North Reef Island 3,48 km²[1]; unbewohnt
  - North Sentinel Island 59,67 km²[20]; 39 Einw. (Z 2001)[20]
  - Passage Island 0,62 km²[1]; unbewohnt
  - Inselgruppe Ritchie’s Archipel innerhalb der Andamanen, der Größe nach:
    - Havelock Island 113,93 km²[21]; 5.354 Einw. (Z 2001)[21]
    - Henry Lawrence Island
    - Inglis Island
    - John Lawrence Island 41,98 km²[22]; 25 Einw. (Z 2001)[22]
    - Middle Button Island 0,44 km²[1]; unbewohnt; Nationalpark
    - Neil Island 18,90 km²[23]; 2.868 Einw. (Z 2001)[23]
    - Nicholson Island
    - North Button Island 0,44 km²[1]; unbewohnt; Nationalpark
    - Outram Island
    - Sir Hugh Rose Island 1,06 km²[1]; unbewohnt
    - Sir William Peel Island
    - South Button Island 0,03 km²[1]; unbewohnt; Nationalpark
    - Wilson Island

  - Shark Island 0,60 km²[1]; unbewohnt
  - South Sentinel Island 1,61 km²[1]; unbewohnt
- Canacona Island, der Bucht von Palolem in Goa vorgelagert.
- Chorao, Goa
- Diu
- Divar, Goa
- Inseln im Fluss Kaveri
  - Srirangapatna
  - Shivanasamudram
  - Sri Rangam
- Lakshadweep (indisches Unionsterritorium bestehend aus den Inselgruppen der Lakkadiven und Amindiven und der Insel Minicoy)
  - Amindiven
    - Amini 2,59 km²; 7.340 Einw. (Z 2001)[24]
    - Bitra (Atoll mit den Inseln Bitrā Island und Tree Island) 0,10 km²; 264 Einw.[25]
    - Cherium; unbewohnt
    - Chetlat 1,14 km²; 2.553 Einw. (Z 2001)[24]
    - Kadmat 3,12 km²; 5.319 Einw. (Z 2001)[24]
    - Kiltan 1,63 km²; 3.664 Einw. (Z 2001)[24]

  - Lakkadiven
    - Agatti 3,84 km²; 7.072 Einw. (Z 2001)[24]
    - Andrott 4,84 km²; 10.720 Einw. (Z 2001)[24]
    - Bangaram 2,30 km²; unbewohnt[26]
    - Kalpeni 2,79 km²; 4.319 Einw. (Z 2001)[24]
    - Kavaratti 4,22 km²; 10.113 Einw. (Z 2001)[24]
    - Pitti 0,01 km²[1]; unbewohnt
    - Suheli; unbewohnt
    - Tinnakara; unbewohnt

  - Minicoy 4,39 km²; 9.495 Einw. (Z 2001)[24]
- Majuli
- Monroe Island, Kollam, Kerala
- Inseln im Hafen von Mumbai
  - Butcher Island
  - Cross Island
  - Elephanta Island
  - Middle Ground
  - Oyster Rock
  - Salsette
- Inselgruppe der Nicobaren
  - Battimaly (nicobarisch: Kuono[27]) 2,01 km²[27]; unbewohnt
  - Bompuka (Bampoka/nicobarisch: Poahat[27]) 13,46 km²[28]; 55 Einw. (Z 2001)[28]
  - Car Nicobar (nicobarisch: Pu[27]) 126,91 km²[29]; 20.292 Einw. (Z 2001)[29]
  - Chowra (nicobarisch: Sanenyo[27]) 8,28 km²[30]; 1.385 Einw. (Z 2001)[30]
  - Cubra (nicobarisch: Konwana[27]) 0,52 km²[27]; unbewohnt
  - Groß Nikobar (nicobarisch: Tokieong Long[27]) 1.044,54 km²[31]; 7.566 Einw. (Z 2001)[31]
  - Isle of Man; unbewohnt
  - Kamorta 188,03 km²[32]; 3.412 Einw. (Z 2001)[32]
  - Katchal (nicobarisch: Tihayu[27]) 174,30 km²[33]; 5.312 Einw. (Z 2001)[33]
  - Klein Nikobar (nicobarisch: Long[27]) 159,02 km²[34]; 353 Einw. (Z 2001)[34]
  - Kondul (nicobarisch: Tamengshe[27]) 4,66 km²[35]; 150 Einw. (Z 2001)[35]
  - Megapode 0,12 km²[1]; unbewohnt
  - Menchal 1,30 km²[27]; unbewohnt
  - Meroe 0,52 km²[27]; unbewohnt
  - Nancowry (nicobarisch: Mout[27]) 66,82 km²[36]; 927 Einw. (Z 2001)[36]
  - Pigeon; unbewohnt
  - Pillomilo (Pilomillow) 1,29 km²[37]; 145 Einw. (Z 2001)[37]
  - Tark (nicobarisch: Fuya[27]) 0,26 km²[27]; unbewohnt
  - Teressa (nicobarisch: Luroo[27]) 101,26 km²[38]; 2.026 Einw. (Z 2001)[38]
  - Teris (nicobarisch: Tean[27]) 0,26 km²[27]; unbewohnt
  - Tillangchong (nicobarisch: La-uk[27]) 16,83 km²[39]; 13 Einw. (Z 2001)[39]
  - Trinket (nicobarisch: Laful[27]) 36,26 km²[40]; 432 Einw. (Z 2001)[40]
- Pamban (zwischen indischem Festland und Sri Lanka)
- Pirotan (im Arabischen Meer)
- Sriharikota
- Vashee, Goa
- Vypin, Kochi, Kerala
- Willington Island, Kochi, Kerala
- Kavvayi
- South Talpatti zwischen Indien und Bangladesch umstrittene Insel, die inzwischen wieder versunken ist.